# Regia Aeronautica
La Aeronáutica Real (en italiano: Regia Aeronautica) era el nombre de la Fuerza Aérea de Italia como servicio independiente del Ejército desde 1923 hasta la transformación del Reino de Italia en la República Social Italiana o de Saló en 1943, cuando fue sucedida por la Aeronáutica Nacional Republicana en el norte y la Aeronáutica Cobeligerante Italiana en el sur.

## Historia
A principios del siglo XX, Italia estuvo a la vanguardia de la guerra aérea: durante la Guerra de Libia en 1911, un avión militar italiano hizo el primer vuelo de reconocimiento en la historia sobre las líneas turcas el 23 de octubre de ese año, y naves italianas ejecutaron el primer bombardeo bélico pocos días después, el 1 de noviembre.
Durante la Primera Guerra Mundial, Italia mantuvo el Cuerpo Aeronáutico Militar italiano, pero todavía como parte del Ejército Real Italiano y sin autonomía organizacional, y operó una mezcla de cazas franceses y bombarderos construidos en Italia. La Marina Real Italiana tenía su propia ala aérea, y en esta operaban hidroaviones fabricados en Italia. Tras la contienda, se desarrolló la industria aeronáutica en Italia y se construyó como prueba el gigantesco avión Caproni Ca.60 apodado "mamut del aire".

### Bajo el régimen fascista

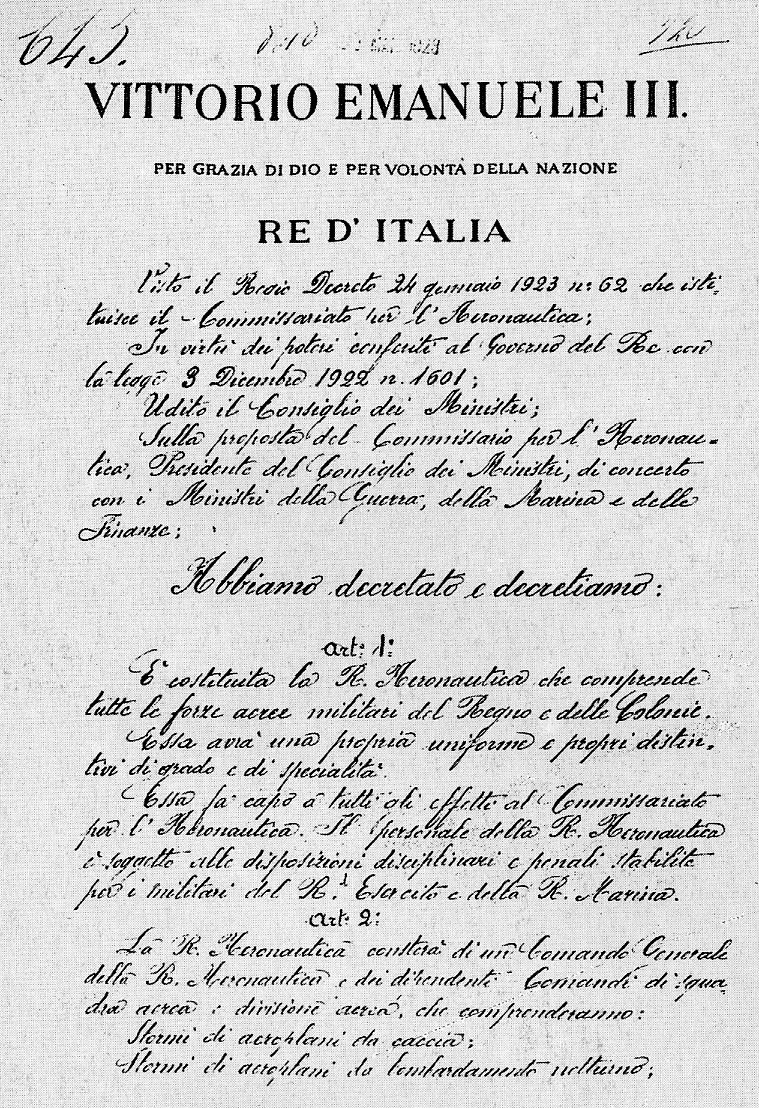
Real decreto del 28 de marzo de 1923 del rey Víctor Manuel III. «Constituida la R. Aeronautica [...]» (art. 1).

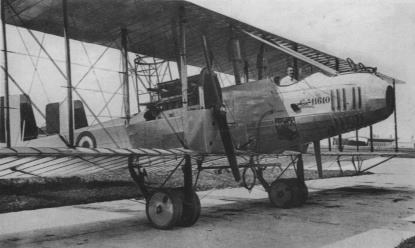
Caproni Ca.5 de la aviación militar italiana, en 1918

La fuerza aérea italiana se convirtió en un servicio independiente - la Real Fuerza Aérea (Regia Aeronautica) - el 28 de marzo de 1923 y separándola del ejército de tierra, quedando con sus propios reglamentos y organización, así como con una efectiva autonomía operativa. El régimen fascista del dictador italiano Benito Mussolini convirtió a la aviación militar de Italia en una impresionante maquinaria de propaganda, con sus aviones pintados en rojo y ocre "sol naciente" habitualmente en las alas, y haciendo numerosos vuelos de largo alcance que batieron récords mundiales desde finales de la década de 1920. 
Esta utilización de la Regia Aeronautica llegó a su cenit cuando dos flotas de hidroaviones italianos, dirigidas por el General Italo Balbo, cruzaron el Océano Atlántico en 1931 hacia Brasil y luego en 1933 hacia Estados Unidos y ganaron repentina fama mundial, aprovechada por la propaganda del fascismo para publicitar el poderío industrial italiano. Antes de ello la aeronáutica italiana había experimentado con el uso masivo de dirigibles pero el fracaso de la expedición del dirigible Italia de Umberto Nobile puso fin a estas pruebas.
Durante la segunda mitad de la década de 1930, la Regia Aeronautica participó en la invasión de Abisinia (ahora Etiopía), donde sus unidades, aunque sin armamento sofisticado, demostraron ser esenciales para el éxito de la campaña militar italiana en tanto las fuerzas etíopes prácticamente no contaban con aviación militar moderna para oponerse a la invasión. En 1936 la Regia Aeronautica empieza a participar en la guerra civil española enviando un contingente conocido como Aviación Legionaria al servicio del bando nacional.

### Segunda Guerra Mundial (1939-1945)

Distribución territorial de la Regia Aeronautica en 1942

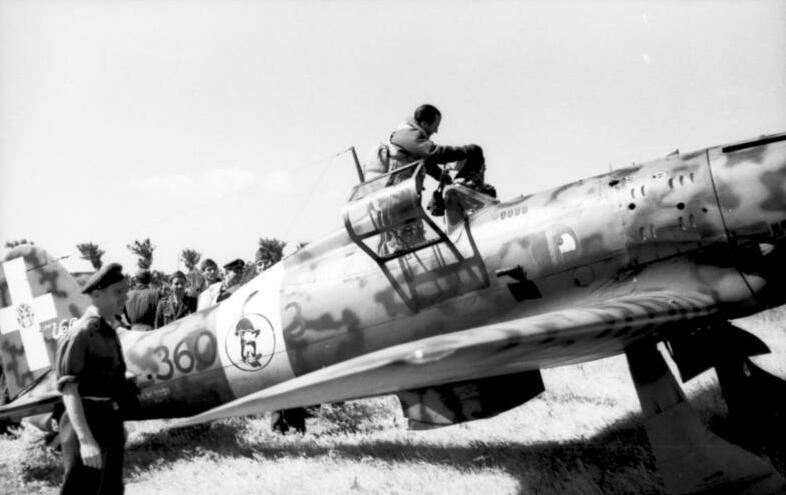
Avión MC.205 de la 360ª Squadriglia, 155º Gruppo, 51º Stormo en el Sur de Italia, 1943

Cuando la Segunda Guerra Mundial estalló en 1939, Italia tenía la fuerza aérea más pequeña entre las tres principales potencias del Eje. Con una fuerza total de 3296 aviones, solo 2000 de estos estaban aptos en junio de 1940 para operaciones militares de largo alcance; de tales aviones preparados solo 166 eran cazas modernos - el Macchi MC.200 y el Fiat G.50, aunque este era más lento que sus contrapartes Aliados. 
Si bien numéricamente la Regia Aeronautica era una fuerza a tener en cuenta, su actividad se vio obstaculizada por el hecho de que la industria bélica italiana (a diferencia de la alemana) no estaba preparada en modo alguno para las exigencias de una guerra general, sino solo para atender las necesidades de contingentes militares relativamente pequeños (como había sucedido en la guerra de España y antes en Abisinia). 
La asistencia técnica de su aliado alemán hizo poco para mejorar la situación de la aviación italiana, por lo que la escasez de medios técnicos y logísticos le impidió explotar su potencial durante las campañas de África del Norte y en el Mediterráneo. En octubre de 1940 un contingente de aviones italianos (el Corpo Aéreo Italiano, formado principalmente por lentos cazas Fiat C.R.42) participó en la batalla de Inglaterra para apoyar a la Luftwaffe a instancias de Mussolini, pero con un mal desempeño debido a la baja calidad de sus aparatos, por lo cual pronto fue retirado del combate activo hasta ser devuelto a Italia definitivamente en abril de 1941. 
La mayor actividad bélica de la aeronáutica italiana fue en los cielos de Libia, Túnez y Egipto, en la Campaña del Desierto Occidental contra los británicos, operando en apoyo de las fuerzas italoalemanas aunque sufriendo también graves pérdidas. Hubo bombardeos italianos exitosos contra las fortificaciones británicas en Gibraltar, y también contra las bases británicas en Malta. No obstante, los casi 3000 bombardeos italianos a Malta fracasaron tras dos años de campaña pese al apoyo aéreo alemán. Para entonces los italianos contaban con algunas aeronaves de muy buena calidad como el Reggiane Re.2005, el Macchi M.C.205 Veltro, y el Macchi M.C.202 Folgore, pero todos construidos en número insuficiente para fortalecer el poderío aéreo italiano.
La aviación italiana también participó en las campañas contra Grecia desde octubre de 1940, donde la aviación italiana logró éxitos contra su débil contrincante griego, pero igualmente se vio afectada por las graves derrotas terrestres del Regio Esercito. En abril de 1941, la Regia Aeronautica participó en el ataque del Eje contra Yugoslavia pero tras la mala actuación italiana en Grecia, fue llamada solo como auxiliar de la Luftwaffe. 
Del mismo modo se desplegaron contingentes aéreos italianos durante la inicial campaña alemana contra la Unión Soviética a inicios de 1942, apoyando operaciones germanas en Ucrania y Crimea hasta mediados de 1943 y bajo el mando táctico del Ejército Italiano en Rusia (o "ARMIR", "Armata Italiana In Russia"). 

#### Aeronautica Nazionale Repubblicana (1943 - 1945)
Con la llegada de la República Social de Italia en 1943 y el Armisticio de Cassibile, los restos de la Regia Aeronautica que permanecieron en territorio bajo control alemán fueron reorganizados y rebautizados (el 10 de octubre de dicho año) como la efímera Aeronautica Nazionale Repubblicana o ANR (en español: "Aeronáutica Nacional Republicana"), pues solo duraría dos años más. 
Con Ernesto Botto en el Ministerio del Aire, esta fuerza aérea luchó y estuvo organizada estrechamente con la Luftwaffe, sirviendo en el norte de Italia con algunos aparatos mantenidos en buen estado. No obstante, la desconfianza de Hitler y del OKW hacia la lealtad de las fuerzas armadas italianas en general causó que la ANR tuviera poca participación en la lucha aérea contra británicos o estadounidenses. Algunas unidades de la Regia Aeronautica que aún servían en Rusia fueron transferidas al frente del Báltico como parte de la Aeronautica Nazionale Repubblicana, para operar allí en apoyo del Grupo de Ejércitos Norte de la Wehrmacht, quedando su personal italiano bajo mando alemán entre 1944 y 1945.
Las últimas acciones de la ANR se dieron en abril de 1945, prácticamente hasta la misma fecha de la insurrección partisana en el norte de Italia, y el final de la República de Saló. Tras el cese de las hostilidades en junio, comenzó un periodo de reestructuración de la fuerza aérea que culminó con el referéndum del 2 de junio de 1946 por el cual Italia se transformó en una república, fruto del cual obtuvo la aviación militar italiana obtuvo su actual nombre de Aeronautica Militare.